# Deoclona complanata
Deoclona complanata är en fjärilsart som beskrevs av Edward Meyrick 1922. Deoclona complanata ingår i släktet Deoclona och familjen stävmalar. Inga underarter finns listade i Catalogue of Life.